# Криворучко Юрій Іванович
Юрій Іванович Криворучко (нар. 15 лютого 1955, Ківерці) — український архітектор, доктор архітектури, професор кафедри дизайну та основ архітектури Інституту архітектури Національного університету «Львівська політехніка». Розробник понад 100 концептуальних проектів реконструкції та розвитку історичних міст Західної України. Автор понад 160 наукових публікацій. Учасник 18 архітектурних виставок в Австрії, Польщі та Україні.

## Біографія
Народився 15 лютого 1955 року в Ківерцях Волинської області. У 1977 році закінчив Львівський політехнічний інститут за спеціальністю архітектор.
1977—1978 роках працював архітектором у Львівському філіалі інституту Діпроміст.
З 1978 року — асистент кафедри містобудування Львівського політехнічного інституту. 1990—1994 роки — старший викладач, з 1992 року — доцент, з 1994 року працював завідувачем кафедри містобудування Державного університету «Львівська політехніка».
У 1988 році захистив дисертацію на здобуття наукового ступеня кандидат архітектури у Московському архітектурному інституті за спеціальністю «Теорія та історія архітектури, реставрація пам'яток архітектури» на тему: «Архітектурно-планувальна структура та сприйняття міста».
У 1992 році заснував приватну науково-виробничу фірму «Рутенія».
З 1994 року — представник у Міжнародній спілці архітекторів (Париж, Франція).
З 1998 року член спеціалізованої вченої ради К 35.052.11 з присудження вчених ступенів кандидата архітектури та кандидата технічних наук Національного Університету «Львівська політехніка».
З 2003 року — професор кафедри ландшафтної архітектури технологічного університету у м. Щецині (Польща).
У 2005 році відбулася персональна виставка графіки у «Дзизі» (120 робіт).
З 2006 по 2012 рік обіймав посаду головного архітектора Львова та начальника управління архітектури Львівської міської ради.
У 2018 році захистив дисертацію на здобуття наукового ступеня доктор архітектури.